# Onalcidion fibrosum
Onalcidion fibrosum là một loài bọ cánh cứng trong họ Cerambycidae.